# Oligosita grotiusi
Oligosita grotiusi är en stekelart som beskrevs av Girault 1913. Oligosita grotiusi ingår i släktet Oligosita och familjen hårstrimsteklar. Inga underarter finns listade i Catalogue of Life.